# یواس‌اس گیلیس (دی‌دی-۲۶۰)
یواس‌اس گیلیس (دی‌دی-۲۶۰) (به انگلیسی: USS Gillis (DD-260)) یک کشتی بود که طول آن ۹۵٫۸۳ متر (۳۱۴٫۴ فوت) بود. این کشتی در سال ۱۹۱۹ ساخته شد.